# 艾伦·莱维尔
艾伦·弗雷泽·莱维尔（英語：Allen Frazier Leavell，1957年5月27日—），美国NBA联盟前职业篮球运动员。他在1979年的NBA选秀中第5轮第104顺位被休斯顿火箭选中。